# Torfhund von Burlage
Der Torfhund von Burlage († zwischen 1477 und 1611) ist ein historischer, nahezu vollständig erhaltener Körper eines Haushundes, der 1953 im Klostermoor II im Rhauderfehner Ortsteil Burlage im Landkreis Leer gefunden wurde. Er ist einer der wenigen nahezu vollständig erhaltenen Tierfunde aus einem Moor. Im Gegensatz zu menschlichen Moorleichen fanden die meisten Funde von Tierüberresten selten Beachtung, so dass sie nur selten geborgen oder dokumentiert wurden.

## Fundumstände
Der Torfhund wurde im Mai 1953 von dem Torfstecher Hermann Albers im Schwarztorf etwa 60 bis 80 cm unter der Oberfläche ausgegraben und später wieder im nassen Torf versenkt. Über den Bockhorster Lehrer Lohr gelangte die Nachricht über den Fund an das Papenburger Institut für Moorforschung, das seinerseits das Geologisch-Paläontologische Museum in Münster informierte. Am 8. Juni 1953 wurde der Hund von Franz Lotze geborgen und nach Münster gebracht. 2008 bis 2013 wurde der Torfhund auf der vom Mannheimer Reiss-Engelhorn-Museum konzipierten Wanderausstellung Mumien – Der Traum vom ewigen Leben gezeigt.
Fundort: 53° 2′ 53″ N, 7° 33′ 25″ O

## Befunde
Der Körper des Hundes ist nahezu vollständig erhalten, lediglich Teile des Kopfes und der unteren Extremitäten fehlen. Vom Kopf des Tieres liegt nur noch der blanke Schädelknochen mit einigen Zähnen im Oberkiefer vor. Die fehlenden Teile gehen vermutlich auf eine unsachgemäße Bergung und Lagerung des Fundes nach der Auffindung zurück. Röntgen- und computertomographische Befunde ergaben, dass die vorliegenden Knochen des Skelettes größtenteils erhalten sind. Aufgrund der Einwirkung der Moorsäuren sind das Fett- und Muskelgewebe weitgehend vergangen. Dagegen liegen ein Großteil der Knochen, Bänder, Haut und Fell gut erhalten vor. Einige Knochen, wie Rückenwirbel und Rippen, sind jedoch aufgrund der Einwirkung der Moorsäure vergangen, oder aus ihrem Verbund gelöst und deformiert. Der Körper des Tieres ist aufgrund der vergangenen Weichteile und dem Druck der darüber liegenden Torfschichten etwas flach gedrückt. Das immer noch glänzende Fellkleid des Hundes ist in einem außerordentlich guten Zustand. Das Oberhaar ist glatt, hat eine Länge von etwa 5 bis 7 cm und wirkt im Vergleich zu dem sehr feinen Unterhaar recht grob. Es hat durch die lange Lagerung im Moor eine rötlich dunkelbraune, und auf der Brust eine hellbraune bis beige Farbe. Die Länge des Hundes gab Franz Lotze mit 62 cm an, nach Markus Bertling hatte der Hund eine geschätzte Länge von etwa 70 cm und eine Schulterhöhe von maximal 40 cm. Das Lebensalter des Hundes wird als juvenil bis jungadult angegeben, sein Geschlecht konnte, auch nach aktuellen computertomographischen Untersuchungen, nicht sicher bestimmt werden.
Der Torfhund von Burlage wird von Lotze und Bertling als prähistorischer Torfhund oder auch Torfspitz (Canis palustris, Canis familiaris palustris Rütimeyer) beschrieben, er ähnelt der Rasse der Spitze, hat jedoch gegenüber den heutigen Tieren einen deutlich längeren, gestreckteren Körperbau, einen kleineren Kopf und ein derberes Fell.
Aufgrund der in den 1950er Jahren durchgeführten pollenanalytischen Datierung des Torfprofils aus der Fundschicht wurde viele Jahre ein Todeszeitpunkt um 1200 vor Chr. angenommen. Diese Datierung gilt jedoch heute als widerlegt. Aufgrund einer im Jahre 2010 durchgeführten 14C-Datierung kam man zu dem Ergebnis, dass der Hund in den Jahren zwischen 1477 und 1611 n. Chr. starb (1544 ± 67 Jahre n. Chr.).